# Disphragis zapoteca
Disphragis zapoteca is een vlinder uit de familie tandvlinders (Notodontidae).
De wetenschappelijke naam van de soort is voor het eerst geldig gepubliceerd in 2010 door Paul Thiaucourt.

## Type
- holotype: "male"
- instituut: MNHN Parijs, Frankrijk
- typelocatie: "Mexico, Oaxaca, route Tuxtepec-Oaxaca, pk 86, 1750 m"